# 自由市場
自由市場（じゆうしじょう、英: free market）はすべての取引が政府や権力による強制で行われるのではなく、望むものが自発的に取引を行う市場を意味する。経済学の概念としては、計画経済の対極に位置する。自由市場という言葉は経済全体を指すだけでなく、より小さな個々の市場を指す場合もある。自由市場の思想の根本には、個々の人間の利益追求を目的とする自由な行動は金銭的かつ社会福祉的利益の点からして最大の結果を産むという考えがある。
自由市場経済では介入が行われる場合も強制を廃し自発的取引を助ける事を目的とする。自由市場経済では、政府は課税を行うが、税収はこのような自発的な市場の円滑的な活動を推進するためのみに用いられる。欧米では自由市場の形態をしばしばレッセフェールというフランス語で表す。
自由市場は、一般的には現代における資本主義および大衆文化と関連づけられるが、市場といった形は社会主義者も提唱しており、市場社会主義といったバリエーションも提案されている 。

## 概要
政府や権力による支配ではなく、民衆の個々の自由な経済活動による市場は需要と供給の自然発生的な調整機構によって、国および民衆にとってもっとも効率のよい生産関係を生み出し、ゆえに最大の金銭的、社会的、政治的な利益をもたらすとの思想が基本的な自由市場の前提である。
最大の経済的自由が最大の利益をもたらすことから、政府による市場への介入は自由市場を阻害すると考えられる。そのため、多くの規制がかけられた市場経済は自由市場経済と見なすことはできない。どの程度の強制力までを自由市場経済として認めることができるかは、論争の的である。
社会哲学視点から見ると、自由市場は社会のある種の財の配分機構である。需要と供給という市場内の現象によって、品物の価格および生産量が決定されるのであり、この過程で社会における財や資本の配分が自然発生的になされてゆく。自由市場の優位性を論じるうえでもっとも大きな根拠となっているのは、この仕組みにおける効率性である。この需要と供給の結果として生じる調整機構を一般に市場原理と呼ぶ。
しかしながらこの市場原理のみに従った自由市場では独占や寡占といった経済的に不効率な弊害（市場の失敗と呼ぶ）が起こりうるため、それを防ぐ目的で政府などの市場を監督すべき機関が市場へ介入することが先進諸国では一般的となりつつある。このような市場のことを自由市場経済と計画経済の混合との意味で、混合経済と呼ぶ。
ソビエト連邦が勃興して以来、自由市場の機構は中央指令型経済や中央計画経済と対比されることが多いが、そもそも自由市場が18世紀に理論的に推奨され始めた当初は、中世型経済や初期近代経済との対比で優位性が論じられていた。
自由市場経済は、近代以前の経済システムとは異なると見なされている。近代以前の社会では貨幣経済も存在していたが、貨幣の流通だけでは自由市場経済とは見なすことができない。市場取引が自由市場経済の本質であるため、個人間の贈答は市場取引とは見なされず、年貢などに代表される財の強制移転も市場取引ではない。純粋な自営農業などの、市場取引の伴わない社会も、一般的に自由市場経済とはみない。
現代の自由市場では、個人と会社単位のいずれにても起業家がいるのが当然となっている。また典型的な現代の自由市場では株式市場や金融サービス業などが広く受け入れられているが、自由市場の定義としては市場に必ずしも必要としない。

## 起源
自由市場は社会組織の自然形態であり、取引などの活動が制限されていなければ、自由市場は自然発生すると仮定した理論もある。経済史学では広く、自由市場経済は特別な近代の歴史現象であり、中世後期や近代初期のヨーロッパにて誕生したと受け入れられている。また、自由市場の構成要素はすでにギリシャ・ローマ古典時代や西側社会以外の中から見いだすことができる、と考えているものもいる。
19世紀までには、レッセフェール的な自由主義の伸張のもとで、市場は政府より自由市場推進のための体系的なサポートを得るようになっていた。個人の身体的、思想的自由が個人および社会の安定、発展につながるとする自由主義的方法論を市場に適用したのが自由市場ともいえる。しかし、政府のサポートが自由市場を生み出したのか、自由市場の成功が政府のサポートを引き出したのかは明らかではない。経済史学者の中には、自由主義イデオロギーの進展、成功がアントレプレナーの特定の利益と結びつき、結果的に自由市場の発展を促したと主張するものもある。マルクス主義では、自由市場的機構は単なる封建制度から資本主義への長期的移行過程であるとしている。

## 自由市場の原理
自由市場を薦める理論的背景には近代における自由主義の発展、成功が存在する。政治的、社会的、思想的な自由の拡大を求めた自由主義の原理が、経済的自由を体現する自由市場の原理につながる。個人にとっての最大の自由がその個人を含む社会のさまざまな意味での最大の利益をもたらすと主張するのが自由主義であり、その理論を経済市場に適用したものが自由市場である。自由な個々人の経済的活動が国家や民衆に最大の利益（効率性）を生み出すとする。この仕組みはアダム・スミスの著書にある表現を用いて「神の見えざる手」と称されることが多い。また自由や自治という人間の本質的願望の方向性を自由市場奨励の理由とする意見もある。
自由市場に伴う問題としては、独占や寡占、情報の偏在による影響などがある。情報が市場に参加するすべての個人ではなく一部の人間にのみ提供される場合、情報を持たざる者は適切な判断を阻害され結果として市場全体もその不利益を被ることがある。インサイダー取引や同業者による価格の協議などが例として上げられる。そのため多くの自由市場ではこのような問題を防ぐための機構が整備されている。例えば日本では独占禁止法などによって規制されている。
自由市場の根本にある、個々人の自由な活動を一単位とする市場の調整機構は民主主義の概念に極めて類似したものである。個人の自由で活発な活動が、社会や国家へも最大の利益をもたらすとする方法論は、政治的、社会的に捉えると民主主義であり、経済的に見るのであれば自由市場とも言える。この意味で自由市場での経済活動は貨幣を媒介としての選挙とも表現できる。すなわち個々人の金銭（票）を適切と考える物品（政治家）に用いる（投票する）と考えられる。この金銭を媒介とする選挙に類似した機構を Dollar Voting （ドル投票、金銭投票）と表現することがある。